# NGC 5639
NGC 5639, auch NGC 5639A genannt, ist eine Spiralgalaxie vom Hubble-Typ Sc im Sternbild Bärenhüter und etwa 162 Millionen Lichtjahre von der Milchstraße entfernt.
Sie bildet zusammen mit dem etwa fünfmal weiter entfernten Nicht-NGC-Objekt PGC 1902505 (auch NGC 5639B) eine optische Doppelgalaxie und wurde am 15. Mai 1830 von John Herschel entdeckt.